# 宝山镇 (凤城市)
宝山镇，是中华人民共和国辽宁省丹东市凤城市下辖的一个乡镇级行政单位。

## 名称由来
镇名源于境内的宝石山。

## 政区沿革
1919年7月实行区村划名称，西路四区设宝石山村。
1931年10月四区设宝山村，始用宝山作行政区划名称。
1938年设宝山村（乡镇级建制）。
1945年抗战胜利后于10月份建立宝山区，隶属凤城县管辖。
1946年11月至1947年5月又改为宝山村，实行保甲制。
1951年2月宝山区撤销并入白旗区。
1956年1月撤村划乡，将原宝山辖村划为红旗、赵家、四合三个乡。
1958年7月，将白旗、宝山、洋河三个乡合并成立了红卫星人民公社。
1961年7月从红卫星人民公社划出13个生产大队，成立了宝山人民公社。
1984年12月经省政府批准，建立宝山满族乡。
1985年经国务院批准，成立凤城满族自治县，原宝山满族乡又改称宝山乡。
1985年12月经省政府批准，撤乡建立了宝山镇，下辖13个村。
2003年10月经市政府批准，撤销周家村、汤池村、尖岭村合并设立汤池村。撤销石柱村，红旗村与石柱村第一至第四村民组合并设立红旗村。岔路村与石柱村第五至第八村民组合并设立岔路村。
2009年辖红旗、岔路、小四台、大营、白家、仲林、厉家、赵家、戴家、汤池10个村，109个村民小组。

## 自然地理
宝山镇位于凤城市西南郊，北与鸡冠山镇交界，西与沙里寨镇、岫岩满族自治县接壤，东与凤山街道相邻，南与白旗镇相连。镇政府驻地红旗村二组，距凤城市23公里。
宝山镇主要地形为低山和丘陵。境内群山环抱，沟谷交错，境内有与岫岩相界的平顶山和鸡冠山镇相邻的豹子山群。
该镇气候属温带半海洋半内陆型，四季明显，全年主要风向为夏季东南风，冬季西北风，夏季最高温度35℃，冬季低温达-28℃，年平均气温7.5℃，全年降水量为1000mm，无霜期为165天。
镇区内水资源丰富，红旗河、喇姑沟河流经域内。
镇区内已发现的矿产资源有13种，主要为金、菱镁、硅石、红柱石、白云石、花岗岩、石灰石、石墨等。

## 人口面积
全镇总人口22000人，其中农业人口为20136人，非农业人口为1864人，人口自然增长率4‰。
宝山是多民族聚居地，有汉族、满族、回族、朝鲜族、锡伯族，其中满族为16049人，汉族为3732人。
宝山镇东西最大距离22公里，南北最大距离18公里。全镇总面积319.4平方公里。

## 行政区划
宝山镇下辖以下地区：
红旗村、岔路村、大营村、小四台村、仲林村、白家村、历家村、赵家村、戴家村和汤池村。